# Шакур, Моприм
Моприм Шакур — американский рэпер, автор песен, киноактёр, является рэпером западного побережья США, изначально его псевдоним был Wycked. Моприм — старший брат Тупака Шакура и сын Мутулу Шакура. В 1982 году его отец Мутулу Шакур скрывался от ФБР.

## Дискография
| Информация |
| --- |
| Thug Life - Релиз: 26 сентября 1994 - Позиция в чарте: — #42 - RIAA Certification: Gold - Синглы: «Cradle to the Grave», «Pour Out a Little Liquor» |
| Evolution of a Thug Life N.I.G.G.A. Vol. 1.1 - Релиз: 2005                                                                                          |
| Evolution of a Thug Life N.I.G.G.A. Vol. 1.2 - Релиз: 2005                                                                                          |
| Assassin & Mopreme Shakur Presents: Black & Brown Pride - Релиз: 5 декабря 2006 - Синглы:                                                           |
| Heart of a Soulja - Релиз: 26 июля 2007 - Позиция в чарте: ~ - RIAA Certification: ~ - Синглы:                                                      |